# V373 Scuti
V373 Scuti war eine Nova, die 1975 im Sternbild Schild aufleuchtete und eine Helligkeit von 6 mag erreichte. Beobachtet wurde V373 Scuti im Oktober 1975 durch R. Lukas (Wilhelm-Foerster-Sternwarte), L. C. Peltier (Delphos, Ohio), P. Garnavich (Bowie, Maryland).

## Koordinaten
- Rektaszension: 18h 55m 26s.56
- Deklination: −07° 43' 05".6